# Anna Šorina
Anna Vladimirovna Šorina (in russo Анна Владимировна Шорина?; Mosca, 26 agosto 1982) è una sincronetta russa.

## Palmarès
In carriera ha ottenuto i seguenti risultati:
Giochi olimpici
Coppie
A squadre
- Oro a Atene 2004
- Oro a Pechino 2008

Mondiali di nuoto
Coppie
A squadre
- Oro a Fukuoka 2001
- Oro a Barcellona 2003
- Oro a Montreal 2005
- Oro a Melbourne 2007

Europei di nuoto
Coppie
A squadre
- Oro a Istanbul 1999
- Oro a Helsinki 2000
- Oro a Berlino 2002
- Oro a Madrid 2004
- Oro a Budapest 2006